# Chemigraf

Wappen der Photochemigraphen

Klischees, zum Teil als Druckstock aufgeblockt

Chemigraf, oder Chemigraph (wörtlich: Schreiber / Zeichner / Maler, der Chemie nutzt; vgl. Fotograf: Licht-Schreiber), ist ein seit 1998 ausgestorbener Fachberuf aus dem grafischen Gewerbe. Das Berufsbild wurde in den Ausbildungsberuf Mediengestalter für Digital- und Printmedien integriert. Die ursprüngliche Bezeichnung des Lehrberufs lautete Klischeeätzer, doch umfasste die Tätigkeit des Chemigrafen ursprünglich zusätzlich auch die Arbeit des Nachschneiders und des Andruckers.
- Chemigrafen, die ausschließlich ungerasterte Klischees herstellten, nannte man Strichätzer,
- dagegen wurden Ätzer von Bildern (gerasterte Halbton-Vorlagen) als Autotypie-Ätzer bezeichnet.

Die Aufgabe des Chemigrafen bestand darin, die vom Reproduktionsfotografen gelieferten Filme oder Farbauszüge für Mehrfarbdruck fototechnisch auf präparierte Zink-, Kupfer- oder Magnesiumplatten zu übertragen und aus ihnen die nicht zu druckenden Teile herauszuätzen. Das Endprodukt bezeichnete man als Klischee, das als Druckstock im Hochdruckverfahren verwendet wurde.
Der Buchdruck (Hochdruck) kommt heute kaum mehr zum Einsatz, daher existiert das Berufsbild des Chemigrafen nicht mehr. In der Druckveredelung wird Chemigraphie noch eingesetzt zur Herstellung von Prägeklischees für Blind- oder Lederprägungen.
Im Jahr 1998 wurde der Ausbildungsberuf des Chemigrafen zu dem des Flexografen.

## Berühmte Chemigrafen
- Thomas Ring (1892–1983), Maler, Dichter und Astrologe
- Jan Postma (1895–1944), Widerstandskämpfer
- Albert Friedrich Gygax (1896–1968), Fachautor für Chemigraphie
- Wolfgang Lukschy (1905–1983), Filmschauspieler und Synchronsprecher
- Fritz Wolf (1918–2001), Grafiker und Karikaturist
- Kurt Halbritter (1924–1978), satirischer Zeichner und Karikaturist
- Harald Küppers (1928–2021), Begründer einer Farbenlehre
- Erwin Ferlemann (1930–2000), deutscher Gewerkschaftsführer
- Helmuth Lohner (1933–2015), Kammerschauspieler
- Walter Znenahlik (* 1935), Eishockeyspieler
- Karl Hodina (1935–2017), österreichischer Musiker und Maler
- Peter Herrmann (* 1937), Maler
- Nicolas Born (1937–1979), Schriftsteller
- Peter Sylvester (1937–2007), Maler und Grafiker
- KP Brehmer (1938–1997), deutscher Maler und Grafiker
- Klaus Kobusch (1941–2025), deutscher Radrennfahrer
- Herbert Schneider (* 1942), hessischer Landtagsabgeordneter (SPD)
- Manfred Seel (1946–2014), mutmaßlicher Serienmörder
- Peter Maffay (* 1949), Sänger